# ليغوريون

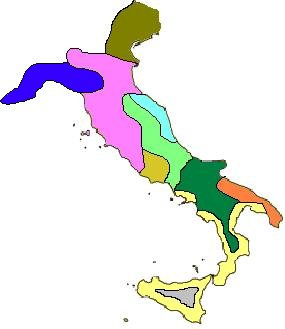
المجموعات ضمن شبه الجزيرة الإيطالية بين القرنين التاسع والرابع قبل الميلاد.
ليغوريون
فينيتيون
إتروسكان
بيتشينيون
أومبريون
لاتينيون
أسكان
ميسابيون
إغريق

الليغوريون شعب إيطاليقي قديم أعطى اسمه لليغوريا وهي منطقة في شمال غرب إيطاليا.